# Xfinity Series
Pour les articles homonymes, voir Series.
La NASCAR Xfinity Series est une compétition automobile de voitures de Stock Car organisée aux États-Unis depuis 1982 par la National Association for Stock Car Auto Racing (NASCAR).
On considère cette compétition comme la seconde division de la NASCAR, située sous l'épreuve reine de la NASCAR Cup Series mais avant celle de la NASCAR Camping World Truck Series. Les courses d'Xfinity se déroulent généralement la veille des courses de Cup Series et servent de tremplin aux jeunes pilotes désireux de rejoindre un jour la division 1.
Cette compétition change régulièrement de dénomination en fonction des sociétés la sponsorisant, la société Comcast via sa filiale Xfinity spécialisée dans les liaisons par câble (internet, téléphone et télévision) en étant le dernier sponsor principal en date,.

## Présentation
La compétition Xfinity Series est un championnat qui sert de formule de promotion pour les jeunes pilotes mais dans lequel plusieurs concurrents issus de la NASCAR Cup Series viennent régulièrement concourir. Ils réalisent alors ce qu'on appelle le "Double-Duty", c'est-à-dire disputer deux courses au cours du même weekend, les épreuves d'Xfinity ayant généralement lieu sur le même circuit la veille des épreuves de Cup Series. Le championnat Xfinity comporte actuellement 33 courses soit trois courses de moins qu'en Cup Series.

## Histoire
La présente compétition est issue de celle organisée par la NASCAR depuis 1950 et mettant en scène des voitures de type Sportsman. Les courses se déroulaient sur de petits circuits (Short Track). À cette époque, la NASCAR se composait de 4 divisions :
- depuis 1948, la division Modified (la compétition est actuellement dénommée Whelen Modified Tour) ;
- depuis 1948, la division Roadster ;
- depuis 1949, la division Strictly Stock (la compétition est actuellement dénommée les NASCAR Cup Series) ;
- depuis 1950, la division Sportsman (actuellement Xfinity Series).

Les voitures type Sportsman n'étaient pas des modèles de série et pouvaient être modifiées mais pas autant que celles faisant partie de la division Modified. En 1968, la compétition est renommée la 'Late Model Sportsman Series', et certaines courses vont avoir lieu sur des pistes plus longues (larger tracks) comme au Daytona International Speedway. Les pilotes utilisaient les voitures qui étaient devenues obsolètes sur les courses du Grand National (les NASCAR Cup Series). Cependant, après la refonte de la compétition en 1982, les pilotes réutiliseront des voitures compactes plus anciennes avec des moteurs V8 relativement petits (de 4 916 cm3) ou des modèles plus courants avec des moteurs V6.

### Historique du nom
La compétition était initialement dénommée la Budweiser Late Model Sportsman Series en 1982 et 1983 (c'est la société Anheuser-Busch propriétaire de la marque Budweiser qui la sponsorise) mais en fonction des divers changements de sponsors, la compétition aussi va changer de nom.
De 1984 à 2003, elle est appelée la NASCAR Busch Grand National Series pour faire référence à la marque de bière Bush ensuite, de 2004 à 2007, le nom est raccourci en NASCAR Busch Series. La société Anheuser-Busch cessant son sponsoring en 2007, c'est la société d'assurance Nationwide Mutual Insurance Company qui la remplace de 2008 à 2014 et modifie le nom en NASCAR Nationwide Series,.
En date du 3 septembre 2014, la NASCAR annonce que la société Comcast via sa filiale Xfinity (télévision par câble et internet) devient le nouveau sponsor du nom. Elle rebaptise la compétition Xfinity Series. Le 4 février 2025, la société annonce qu'elle ne renouvellera pas ce contrat dès la fin de la saison 2025.

### Hors des États-Unis
Pour la NASCAR, qui cherchait à étendre son influence en dehors des États-Unis, l'Xfinity a servi ces dernières années de champ d'expérimentation :
- En 2005, elle devient, en effet, la première division nationale de la NASCAR à se produire à l'étranger, plus précisément au Mexique sur l'Autodromo Hermanos Rodriguez de Mexico. Cette course était appelée la Telcel-Motorola 200 (en) et a été gagnée par Martin Truex Jr..
- En 2007, une manche canadienne est ajoutée au calendrier. Elle se dispute au Québec sur le Circuit Gilles Villeneuve de Montréal lequel accueille également le grand prix de Formule 1. Cette course est gagnée par Kevin Harvick tandis que le Québécois Patrick Carpentier termine second.

Néanmoins, en juillet 2008, la NASCAR annonce que les Nationwide Series ne retourneraient plus à Mexico en 2009. Il en est de même lorsqu'en 2012 elle annonce également qu'elle ne retournerait pas en 2013 à Montréal.

## Caractéristiques techniques des voitures
- Châssis : Cadre en acier tubulaire avec cage de sécurité, doit être aux normes NASCAR
- Cylindrée : 5 800 cm3 moteur à soupape V8 (Pushrod)
- Transmission : 4 vitesses manuelles
- Poids: 1 451 kg minimum (sans chauffeur); 1 542 kg minimum (avec chauffeur)
- Power output: 485–522 kW sans restriction, 335 kW avec plaque de restriction
- Couple : 700 N m
- Carburant : essence sans plomb 98 octane fournie par Sunoco
- Capacité du réservoir : 68 litres
- Taux de compression : 12:1
- Aspiration: naturelle
- Taille du carburateur : 184 litres/s
- Empattement : 2,794 m
- Pneus : Les pneus slicks et pneus pluie fournis par Goodyear
- Longueur : 5,175 m
- Largeur : 1,905 m
- Hauteur : 1,295 m
- Équipement de sécurité : dispositif HANS, ceinture de sécurité 6 points fourni par Willans

### Différences avec les voitures desCup Series

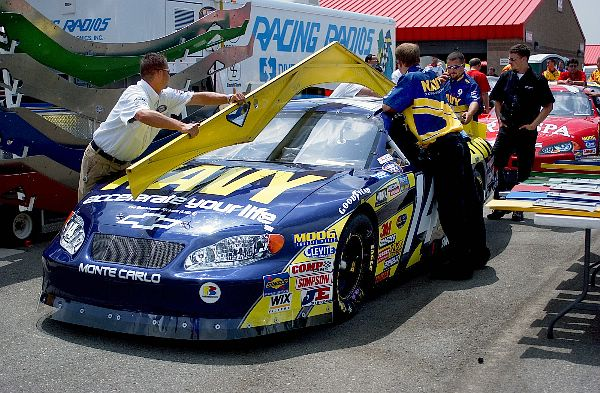
Les officiels de la NASCAR utilisant un gabarit pour inspecter la Chevrolet Monte Carlo de Casey Atwood lors des en de 2004

Avec l'avènement de la NASCAR Car of Tomorrow (en), les voitures utilisées en Xfinity Series sont devenues très différentes de leurs homologues des NASCAR Cup Series, les différences principales étant un empattement légèrement plus court (2,667 m au lieu de 2,794 m), un poids moindre de 45,359 kg et un moteur moins puissant. Dans le passé, les pilotes des Xfinity Series pouvaient utiliser des marques de voitures non utilisées en Cup Series, ainsi que des moteurs V-6 au lieu des V-8 de Cup Series.
Au début des années 1980, les équipes roulant en General Motors utilisaient des voitures compactes type 1971-77 X-Body avec des moteurs de 311-pouces cubes (5 069 cm3). Plus tard, elles passeront au modèle 1982-87 G-corps. Les équipes roulant en Ford ont constamment utilisé les voitures type Thunderbird.
En 1989, la NASCAR change les règles exigeant que les équipes utilisent des voitures récentes et semblables aux voitures des Cup Series. Elles continuent cependant d'utiliser des moteurs V6. Progressivement cependant les voitures changent et se rapprochent des voitures des Cup Series.
En 1995, de nouveaux changements sont apportés. Les moteurs utilisés seront tous des V-8 mais avec un taux de compression de 9:1 (contre 14:1 à cette époque pour les Cup Series). Le poids du véhicule avec le conducteur est fixé à 1 496,855 kg (contre 1 542,214 kg en Cup Series). Les changements de style de carrosserie ainsi que l'introduction du V-8, ont fait que les voitures des Xfinity et Cup Series étaient de plus en plus similaires. Les suspensions, les systèmes de freinage, les transmissions, sont en effet identiques. La Car of Tomorrow va éliminer certaines de ces similitudes. Elle est plus grande et plus large que les véhicules utilisés lors des Nationwide Series et elle utilise un répartiteur avant (front splitter) plutôt qu'une jupe avant (front valance).
Auparavant, les voitures participant aux Busch Series utilisaient du carburant contenant du plomb. Dès le 29 juillet 2006, la NASCAR a effectué un test pendant trois courses en utilisant du carburant sans plomb (dont une course au Gateway International Raceway. Le test étant positif, le carburant Sunoco GT 260 sans plomb devient obligatoire dès la seconde semaine de compétition de la saison 2007 dans toutes les catégories NASCAR. Daytona fut dès lors le dernier weekend de course avec du carburant au plomb.
Une autre distinction entre les voitures est devenue évidente en 2008. La NASCAR avait développé des pneus pluie pouvant être utilisés lors des courses sur route dans les deux divisions, mais elle n'a jamais eu à les utiliser en conditions de course. Le programme avait donc été abandonné par la NASCAR Cup Series en 2005. Par contre, la Busch Series a dû utiliser les pneus pluie dans les courses disputées à l'Autodromo Hermanos Rodriguez et sur le Circuit Gilles Villeneuve.
Une nouvelle distinction a été ajoutée en 2012 lorsque la NASCAR a changé le système de distribution de carburant dans les voitures des Cup Series passant de la carburation à l'injection. Les voitures des Xfinity Series continuent à utiliser un carburateur.

### La Car of Tomorrow

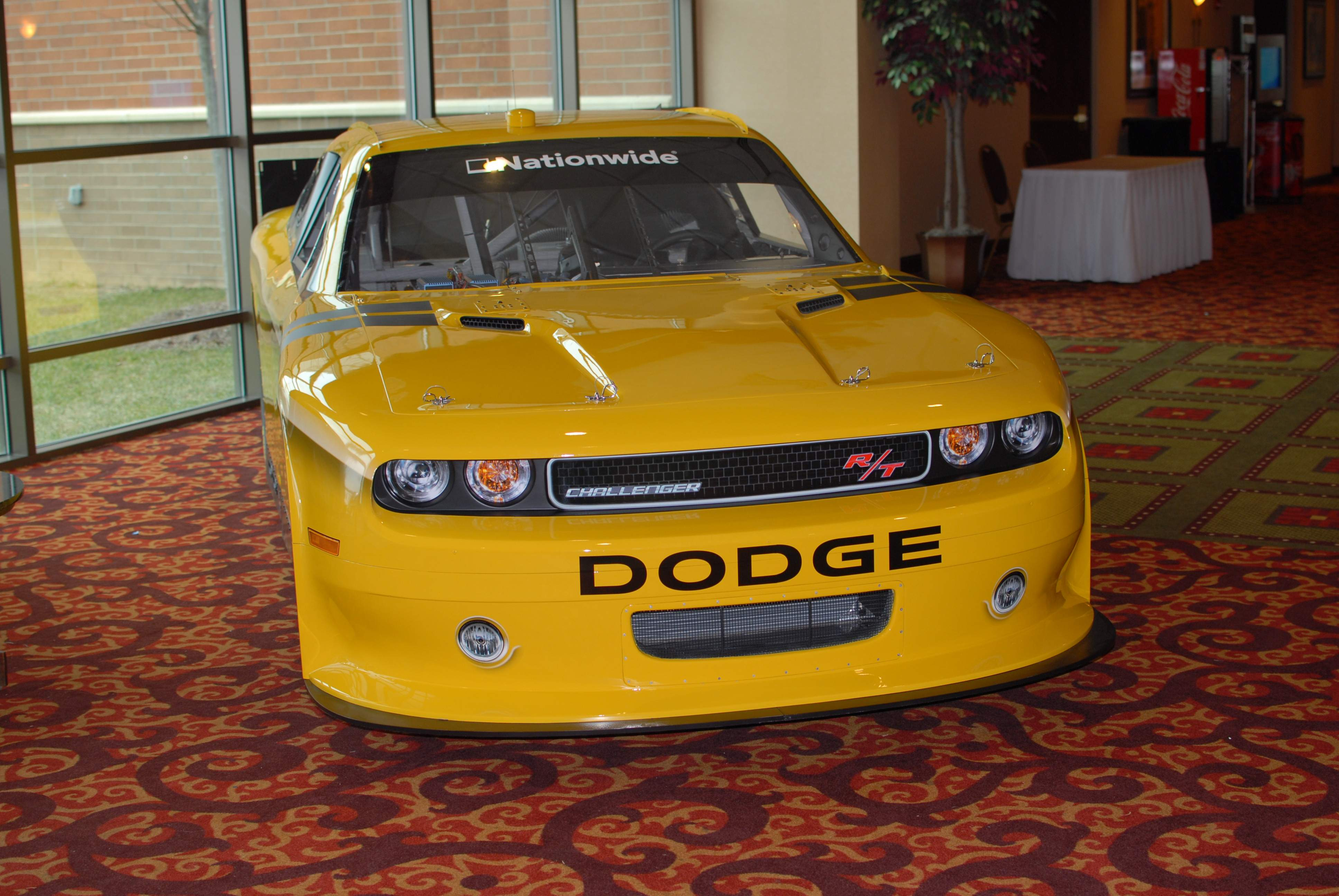
La Car of Tomorrow présentée lors des en 2010.

La « Car of Tomorrow » (CoT) est dévoilée lors de la course de juillet 2010 au Daytona International Speedway pendant les Nationwide Series. Elle représente le type de voiture qui devra obligatoirement être utilisée par les équipes lors de la saison 2011. Elle sera néanmoins déjà utilisée dans trois courses de la saison 2010, au Michigan International Speedway, au Richmond International Raceway et au Charlotte Motor Speedway.
La Xfinity CoT présente des différences importantes par rapport à la NASCAR Cup Series CoT et les voitures utilisées auparavant en Nationwide Series. Le corps et l'aérodynamisme sont différents des voitures roulant en NASCAR Cup Series et ressemblent aux voitures de séries telles que la Ford Mustang, la Dodge Challenger, et la Chevrolet Camaro.
La Xfinity CoT possède le même châssis que la NASCAR Cup Series CoT, mais elle a un empattement prolongé de 2 794 millimètres.
Chaque fabricant utilise une conception de carrosserie distincte, construite selon les directives aérodynamiques strictes définies par la NASCAR. Le corps de la voiture Chevrolet ressemble actuellement à la Camaro après avoir ressemblé à l'Impala. Dodge utilise le modèle Challenger, Ford le modèle Mustang, Toyota le modèle Camry reconfiguré en 2015 pour ressembler au modèle de production actuel.

## The Chase

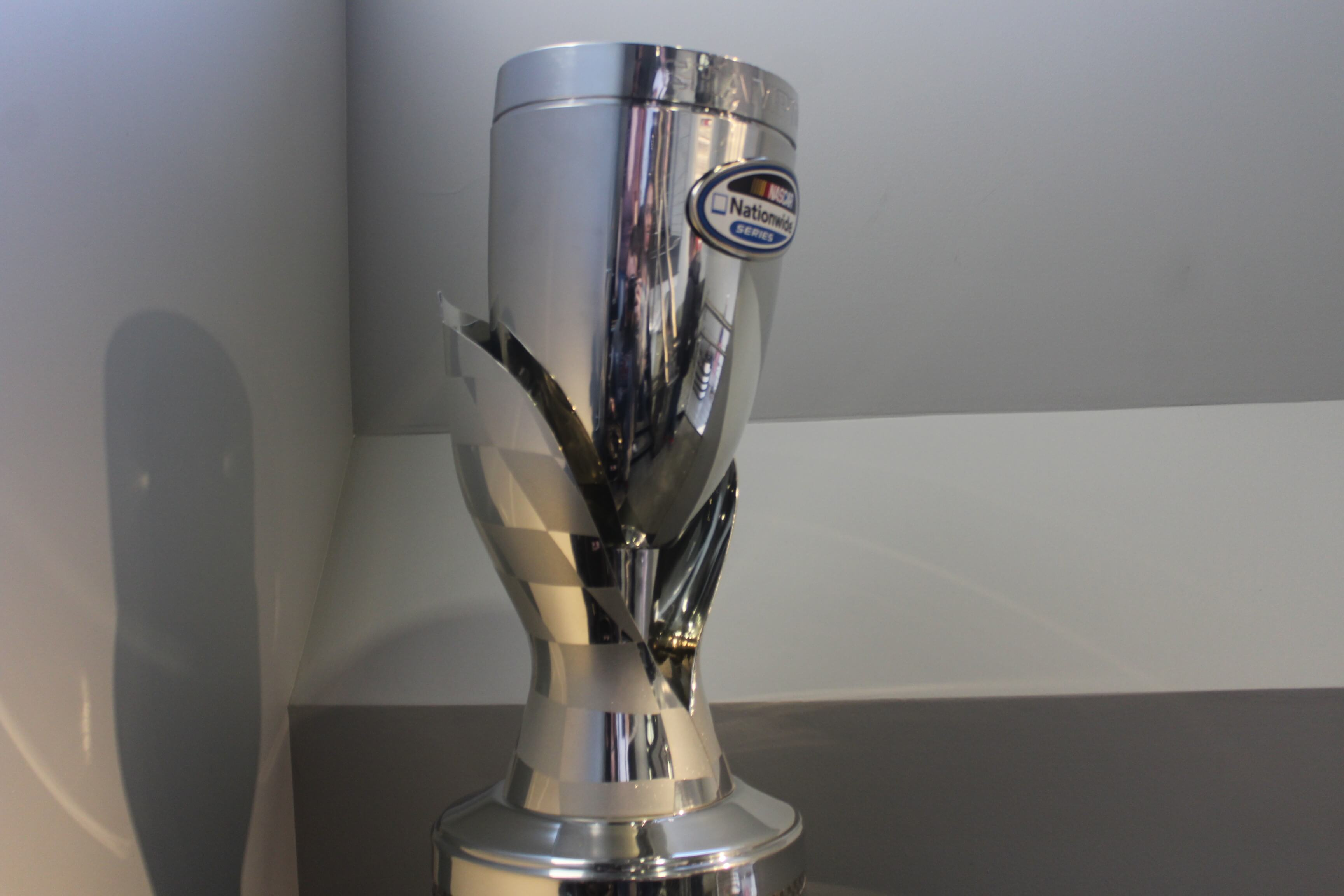
Le trophée en 2010 gagné par Brad Keselowski.

En 2016, la NASCAR Xfinity Series et la Camping World Truck Series adopte un format de playoff similaire au système en vigueur en NASCAR Cup Series, la Chase for the Championship.
Alors que la Chase en NASCAR Cup Series comporte 4 niveaux (appelés rounds), l'Xfinity Series et la Truck Series ont choisi de n'en utiliser que trois.
À l'issue des 26 premières courses, les douze pilotes ayant obtenu le plus de points de championnat sont retenus pour concourir pour le titre de champion de la saison. À chacun des deux premiers niveaux, quatre de ces douze pilotes sont éliminés de la course au titre (ceux qui auront accumulé le moins de points). Les quatre derniers pilotes (ceux ayant obtenu le plus de points) se disputent le titre lors de la dernière course et celui y obtenant le plus de points est sacré champion des Xfinity Series.
- Niveau (round) des 12 (courses 27 à 29) :
  - Les 12 pilotes qualifiés pour la Chase débutent avec 2 000 points.
- Niveau (round) des 8 (courses 30 à 32) :
  - Les 8 pilotes qualifiés débutent avec 3 000 points.
- La course du titre, avec les 4 meilleurs pilotes (dernière course) :
  - Les quatre derniers pilotes en course pour le titre ont leurs points ramenés à 4000 et celui qui termine avec le plus de points la dernière course est sacré champion des Xfinity Series.

## Palmarès par saison
|  |  |  |  |

| Année | Pilote                 | Équipe                                     | Victoires | Pôles | Top 10 | Départs     | Numéro       | Marque     | Points (marge) | Rookie de l'année      |
| ----- | ---------------------- | ------------------------------------------ | --------- | ----- | ------ | ----------- | ------------ | ---------- | -------------- | ---------------------- |
| 1982  | Jack Ingram (en)       | Privée                                     | 7         | 1     | 24     | 29 (sur 29) | 11           | Pontiac    | 4495 (47)      | --                     |
| 1983  | Sam Ard (en)           | Howard Thomas (en)                         | 10        | 10    | 30     | 35 (sur 35) | 00           | Oldsmobile | 5454 (87)      | --                     |
| 1984  | Sam Ard (en)           | Howard Thomas (en)                         | 8         | 7     | 26     | 28 (sur 29) | 00           | Oldsmobile | 4552 (426)     | --                     |
| 1985  | Jack Ingram (en)       | Écurie privée                              | 5         | 2     | 22     | 27 (sur 27) | 11           | Pontiac    | 4106 (29)      | --                     |
| 1986  | Larry Pearson (en)     | Pearson Racing                             | 2         | 8     | 24     | 31 (sur 31) | 21           | Pontiac    | 4514 (7)       | --                     |
| 1987  | Larry Pearson (en)     | Pearson Racing                             | 6         | 3     | 20     | 27 (sur 27) | 21           | Chevrolet  | 3959 (394)     | --                     |
| 1988  | Tommy Ellis (en)       | J&\|J Racing                               | 3         | 5     | 20     | 30 (sur 30) | 99           | Buick      | 4281 (295)     | --                     |
| 1989  | Rob Moroso (en)        | Moroso Racing                              | 4         | 7     | 16     | 29 (sur 29) | 25           | Oldsmobile | 4001 (55)      | Kenny Wallace          |
| 1990  | Chuck Bown (en)        | Hensley Motorsports                        | 6         | 6     | 18     | 31 (sur 31) | 63           | Pontiac    | 4372 (200)     | Joe Nemechek           |
| 1991  | Bobby Labonte          | Labonte Motorsports (en)                   | 2         | 2     | 21     | 31 (sur 31) | 44 / 94      | Oldsmobile | 4264 (74)      | Jeff Gordon            |
| 1992  | Joe Nemechek           | NEMCO Motorsports (en)                     | 2         | 1     | 18     | 31 (sur 31) | 87           | Chevrolet  | 4275 (3)       | Ricky Craven (en)      |
| 1993  | Steve Grissom (en)     | Grissom Racing Enterprises                 | 2         | 1     | 18     | 28 (sur 28) | 31           | Chevrolet  | 3846 (253)     | Hermie Sadler (en)     |
| 1994  | David Green (en)       | Labonte Motorsports (en)                   | 1         | 9     | 14     | 28 (sur 28) | 44           | Chevrolet  | 3725 (46)      | Johnny Benson (en)     |
| 1995  | Johnny Benson Jr. (en) | BACE Motorsports (en)                      | 2         | 1     | 19     | 26 (sur 26) | 74           | Chevrolet  | 3688 (404)     | Jeff Fuller (en)       |
| 1996  | Randy LaJoie           | BACE Motorsports (en)                      | 5         | 2     | 20     | 26 (sur 26) | 74           | Chevrolet  | 3714 (29)      | Glenn Allen Jr. (en)   |
| 1997  | Randy LaJoie           | BACE Motorsports (en)                      | 5         | 4     | 21     | 30 (sur 30) | 74           | Chevrolet  | 4381 (266)     | Steve Park             |
| 1998  | Dale Earnhardt Jr.     | Dale Earnhardt Inc.                        | 7         | 3     | 22     | 31 (sur 31) | 3            | Chevrolet  | 4469 (48)      | Andy Santerre (en)     |
| 1999  | Dale Earnhardt Jr.     | Dale Earnhardt Inc.                        | 6         | 5     | 22     | 32 (sur 32) | 3            | Chevrolet  | 4647 (280)     | Tony Raines            |
| 2000  | Jeff Green             | ppc Racing (en)                            | 6         | 8     | 27     | 32 (sur 32) | 10           | Chevrolet  | 5005 (616)     | Kevin Harvick          |
| 2001  | Kevin Harvick          | Richard Childress Racing                   | 5         | 6     | 24     | 33 (sur 33) | 2            | Chevrolet  | 4813 (124)     | Greg Biffle            |
| 2002  | Greg Biffle            | Roush Racing                               | 4         | 7     | 25     | 34 (sur 34) | 60           | Ford       | 4924 (280)     | Scott Riggs            |
| 2003  | Brian Vickers          | Hendrick Motorsports                       | 3         | 1     | 21     | 34 (sur 34) | 5            | Chevrolet  | 4637 (14)      | David Stremme          |
| 2004  | Martin Truex Jr.       | Chance 2 Motorsports (en)                  | 6         | 9     | 26     | 34 (sur 34) | 8            | Chevrolet  | 5173 (230)     | Kyle Busch             |
| 2005  | Martin Truex Jr.       | Chance 2 Motorsports (en)                  | 6         | 4     | 22     | 35 (sur 35) | 8            | Chevrolet  | 4937 (68)      | Carl Edwards           |
| 2006  | Kevin Harvick          | Richard Childress Racing/Kevin Harvick Inc | 9         | 1     | 32     | 35 (sur 35) | 21 / 29 / 33 | Chevrolet  | 5648 (824)     | Danny O'Quinn Jr. (en) |
| 2007  | Carl Edwards           | Roush Racing                               | 4         | 0     | 21     | 35 (sur 35) | 60           | Ford       | 4805 (618)     | David Ragan            |
| 2008  | Clint Bowyer           | Richard Childress Racing                   | 1         | 0     | 29     | 35 (sur 35) | 2            | Chevrolet  | 5132 (21)      | Landon Cassill (en)    |
| 2009  | Kyle Busch             | Joe Gibbs Racing                           | 9         | 3     | 30     | 35 (sur 35) | 18           | Toyota     | 5682 (210)     | Justin Allgaier (en)   |
| 2010  | Brad Keselowski        | Penske Racing                              | 6         | 5     | 29     | 35 (sur 35) | 22           | Dodge      | 5639 (445)     | Ricky Stenhouse Jr.    |
| 2011  | Ricky Stenhouse Jr.    | Roush Fenway Racing                        | 2         | 3     | 26     | 34 (sur 34) | 6            | Ford       | 1222 (45)      | Timmy Hill (en)        |
| 2012  | Ricky Stenhouse Jr.    | Joe Gibbs Racing                           | 6         | 4     | 26     | 33 (sur 33) | 6            | Ford       | 1251 (23)      | Austin Dillon          |
| 2013  | Austin Dillon          | Penske Racing                              | 0         | 7     | 22     | 33 (sur 33) | 3            | Chevrolet  | 1180 (3)       | Kyle Larson            |
| 2014  | Chase Elliott          | Team Penske                                | 3         | 2     | 25     | 33 (sur 33) | 9            | Chevrolet  | 1213 (42)      | Chase Elliott          |
| 2015  | Chris Buescher         | Team Penske                                | 2         | 0     | 20     | 33 (sur 33) | 60           | Ford       | 1190 (15)      | Daniel Suárez          |
| 2016  | Daniel Suárez          | Joe Gibbs Racing                           | 3         | 3     | 27     | 33 (sur 33) | 19           | Toyota     | 4040 (2)       | Erik Jones             |
| 2017  | William Byron          | JR Motorsports (en)                        | 4         | 2     | 22     | 33 (sur 33) | 22           | Chevrolet  | 4034 (5)       | William Byron          |
| 2018  | Tyler Reddick          | JR Motorsports (en)                        | 2         | 0     | 20     | 33 (sur 33) | 00           | Chevrolet  | 4040 (5)       | Tyler Reddick          |
| 2019  | Tyler Reddick          | Richard Childress Racing                   | 6         | 5     | 27     | 33 (sur 33) | 2            | Chevrolet  | 4040 (5)       | Chase Briscoe          |
| 2020  | Austin Cindric         | Team Penske                                | 6         | 0     | 26     | 33 (sur 33) | 22           | Ford       | 4040 (8)       | Harrison Burton        |
| 2021  | Daniel Hemric (en)     | Joe Gibbs Racing                           | 1         | 0     | 21     | 33 (sur 33) | 22           | Toyota     | 4040 (5)       | Ty Gibbs               |
| 2022  | Ty Gibbs               | Joe Gibbs Racing                           | 7         | 5     | 23     | 33 (sur 33) | 54           | Toyota     | 4040 (5)       | Austin Hill            |
| 2023  | Cole Custer            | Stewart-Haas Racing                        | 3         | 6     | 21     | 33 (sur 33) | 00           | Ford       | 4040 (6)       | Sammy Smith            |
| 2024  | Justin Allgaier        | JR Motorsports (en)                        | 2         | 0     | 20     | 33 (sur 33) | 7            | Chevrolet  | 40435(6)       | Jesse Love             |
| Année | Pilote                 | Équipe                                     | Victoires | Poles | Top 10 | Départs     | Numéro       | Marque     | Points (marge) | Rookie de l'année      |

## Palmarès par pilote
| Nb. | Pilotes             | Saisons    |
| --- | ------------------- | ---------- |
| 2   | Sam Ard (en)        | 1983, 1984 |
| 2   | Jack Ingram (en)    | 1982, 1985 |
| 2   | Larry Pearson (en)  | 1986, 1987 |
| 2   | Randy LaJoie        | 1996, 1997 |
| 2   | Dale Earnhardt Jr.  | 1998, 1999 |
| 2   | Martin Truex Jr.    | 2004, 2005 |
| 2   | Kevin Harvick       | 2001, 2006 |
| 2   | Ricky Stenhouse Jr. | 2011, 2012 |
| 2   | Tyler Reddick       | 2018, 2019 |
| 1   | Tommy Ellis (en)    | 1988       |
| 1   | Rob Moroso (en)     | 1989       |
| 1   | Chuck Bown (en)     | 1990       |
| 1   | Bobby Labonte       | 1991       |
| 1   | Joe Nemechek        | 1992       |
| 1   | Steve Grissom (en)  | 1993       |
| 1   | David Green (en)    | 1994       |
| 1   | Johnny Benson (en)  | 1995       |
| 1   | Jeff Green          | 2000       |
| 1   | Greg Biffle         | 2002       |
| 1   | Brian Vickers       | 2003       |
| 1   | Carl Edwards        | 2007       |
| 1   | Clint Bowyer        | 2008       |
| 1   | Kyle Busch          | 2009       |
| 1   | Brad Keselowski     | 2010       |
| 1   | Austin Dillon       | 2013       |
| 1   | Chase Elliott       | 2014       |
| 1   | Chris Buescher      | 2015       |
| 1   | Daniel Suárez       | 2016       |
| 1   | William Byron       | 2017       |
| 1   | Austin Cindric      | 2020       |
| 1   | Daniel Hemric (en)  | 2021       |
| 1   | Ty Gibbs            | 2022       |
| 1   | Cole Custer         | 2023       |
| 1   | Justin Allgier (en) | 2024       |

## Palmarès par marque
| Nb. | Manufacturiers | Saisons |
| --- | -------------- | --- |
| 24  | Chevrolet      | 1987, 1992, 1993, 1994, 1996, 1997, 1998, 1999, 2000, 2001, 2003, 2004, 2005, 2006, 2007, 2012, 2014, 2015, 2017, 2018, 2019, 2020, 2021, 2024 |
| 6   | Ford           | 1995, 1996, 2002, 2011, 2013, 2023 |
| 5   | Toyota         | 2008, 2009, 2010, 2016, 2022 |
| 4   | Pontiac        | 1982, 1984, 1985, 1986 |
| 3   | Buick          | 1988, 1989, 1990 |
| 2   | Oldsmobile     | 1983, 1991 |

## Rookie de la saison
- 2024 Justin Allgier (en)
- 2023 Justin Allgier (en)
- 2022 Noah Gragson
- 2021 Ty Gibbs
- 2020 Harrison Burton
- 2019 Chase Briscoe
- 2018 Tyler Reddick
- 2017 William Byron
- 2016 Erik Jones
- 2015 Daniel Suárez
- 2014 Chase Elliott
- 2013 Kyle Larson
- 2012 Austin Dillon
- 2011 Timmy Hill (en)
- 2010 Ricky Stenhouse Jr.
- 2009 Justin Allgaier (en)
- 2008 Landon Cassill (en)
- 2007 David Ragan
- 2006 Danny O'Quinn Jr. (en)
- 2005 Carl Edwards
- 2004 Kyle Busch
- 2003 David Stremme
- 2002 Scott Riggs
- 2001 Greg Biffle
- 2000 Kevin Harvick
- 1999 Tony Raines
- 1998 Andy Santerre (en)
- 1997 Steve Park
- 1996 Glenn Allen Jr. (en)
- 1995 Jeff Fuller (en)
- 1994 Johnny Benson (en)
- 1993 Hermie Sadler (en)
- 1992 Ricky Craven (en)
- 1991 Jeff Gordon
- 1990 Joe Nemechek
- 1989 Kenny Wallace

## Palmarès par circuits
Dernière mise à jour fin de saison 2021

### Palmarès des circuits actuels
| Circuit                          | Pilote ayant le record de victoire sur le circuit                                                                         | Nb. |
| -------------------------------- | --- | --- |
| Atlanta Motor Speedway           | Kevin Harvick | 5   |
| Auto Club Speedway               | Kyle Busch | 6   |
| Bristol Motor Speedway           | Kyle Busch | 9   |
| Charlotte Motor Speedway         | Kyle Busch | 8   |
| Charlotte Motor Speedway (Roval) | A. J. Allmendinger | 2   |
| Chicagoland Speedway             | Kyle Busch | 4   |
| Darlington Raceway               | Mark Martin | 8   |
| Daytona International Speedway   | Dale Earnhardt et Tony Stewart                                                                                            | 7   |
| Dover International Speedway     | Kyle Busch | 5   |
| Homestead-Miami Speedway         | Joe Nemechek | 3   |
| Indianapolis Motor Speedway      | Kyle Busch | 4   |
| Iowa Speedway                    | Ricky Stenhouse Jr. et Brad Keselowski                                                                                    | 3   |
| Kansas Speedway                  | Kyle Busch | 4   |
| Kentucky Speedway                | Joey Logano, Brad Keselowski et Kyle Busch                                                                                | 3   |
| Las Vegas Motor Speedway         | Mark Martin | 4   |
| Michigan International Speedway  | Mark Martin, Todd Bodine (en), Ryan Newman, Dale Earnhardt Jr., Brad Keselowski, Carl Edwards, Kyle Busch et Denny Hamlin | 2   |
| New Hampshire Motor Speedway     | Kyle Busch | 6   |
| Phoenix International Raceway    | Kyle Busch | 11  |
| Pocono Raceway                   | Kyle Larson et Brad Keselowski                                                                                            | 1   |
| Richmond International Raceway   | Kevin Harvick | 7   |
| Talladega Superspeedway          | Martin Truex Jr. | 3   |
| Texas Motor Speedway             | Kyle Busch | 10  |
| Watkins Glen International       | Terry Labonte et Marcos Ambrose                                                                                           | 4   |

### Palmares des anciens circuits
| Circuit                          | Pilote ayant le record de victoire sur le circuit | Nb. |
| -------------------------------- | ------------------------------------------------- | --- |
| Gateway Motorsports Park         | Carl Edwards                                      | 3   |
| Gresham Motorsports Park (en)    | Larry Pearson (en)                                | 2   |
| Hickory Motor Speedway (en)      | Jack Ingram (en) et Tommy Houston (en)            | 8   |
| Langley Speedway (Virginia) (en) | Tommy Ellis (en)                                  | 5   |
| Lucas Oil Raceway                | Morgan Shepherd (en) et Kyle Busch                | 3   |
| Martinsville Speedway            | Sam Ard (en)                                      | 5   |
| Memphis Motorsports Park         | Kevin Harvick                                     | 2   |
| Milwaukee Mile                   | Greg Biffle et Carl Edwards                       | 2   |
| Myrtle Beach Speedway (en)       | Jimmy Spencer (en) et Jeff Green                  | 2   |
| Nashville Superspeedway          | Carl Edwards                                      | 5   |
| Nazareth Speedway                | Tim Fedewa (en) et Ron Hornaday Jr. (en)          | 2   |
| North Wilkesboro Speedway (en)   | Sam Ard                                           | 2   |
| Orange County Speedway (en)      | Jack Ingram                                       | 5   |
| Oxford Plains Speedway           | Chuck Bown (en)                                   | 2   |
| Rockingham Speedway              | Mark Martin                                       | 11  |
| South Boston Speedway (en)       | Tommy Ellis                                       | 7   |

## Transmission télévisée
Aux États-Unis, les courses d'Xfinity sont diffusées en intégralité par le groupe ESPN via ESPN America, ESPN2 et ABC Sports, groupe qui diffuse également quelques courses de NASCAR Cup Series.
À partir de 2015, Motors TV perd les droits de diffusion de la série pour l'Europe. Dès la saison 2017, la chaîne dénommée désormais Motorsport.tv, les récupère.